# Cicaré CH-6
Die Cicaré CH-6 ist ein Hubschrauber des argentinischen Herstellers Cicaré Helicópteros.

## Geschichte und Konstruktion
Während der Entwicklung des Cicaré CH-5 AG ergab sich die Notwendigkeit, im Fluge verschiedene System zu testen, um sie im vorgenannten Hubschrauber einsetzen zu können. Zu diesem Zweck überarbeitete Augusto Cicaré sein Modell Cicaré CH-4 dahingehend, dass der Stahlrohrrahmen erheblich geändert und der Hauptrotor aus Verbundmaterial gefertigt wurde. Der kabinenlose Hubschrauber wird von einem Rotax 582 Zweitaktmotor mit 48 kW angetrieben und besitzt neben hervorragender Stabilität und ausgezeichneten Manövrierfähigkeiten auch ein neuartiges von Augusto Cicaré entwickeltes und patentiertes Steuerungssystem.
Im Jahre 1999 wurde der CH-6 modifiziert, um damit die Propellerturbine Labala GFL 2000 zu erproben. Hierfür entwickelte Augusto Cicaré extra ein Getriebe um die Leistung der Propellerturbine bestmöglich nutzen zu können. Die Bezeichnung des Hubschraubers lautete nun CH-6 T.
Auf der Basis des CH-6 wird an der Entwicklung eines UAV gearbeitet.

## Technische Daten
| Kenngröße             | Daten CH-6                                                            | Daten CH-6 T                                   |
| --------------------- | --------------------------------------------------------------------- | ---------------------------------------------- |
| Besatzung             | 1                                                                     | 1                                              |
| Länge                 | 7,15 m                                                                | 7,15 m                                         |
| Höhe                  | 2,08 m                                                                | 2,08 m                                         |
| Rotordurchmesser      | 6 m                                                                   | 6 m                                            |
| Leermasse             | 170 kg                                                                | 170 kg                                         |
| max. Startmasse       | 310 kg                                                                | 310 kg                                         |
| Reisegeschwindigkeit  | 110 km/h                                                              | 125 km/h                                       |
| Höchstgeschwindigkeit | 160 km/h                                                              | 175 km/h                                       |
| Dienstgipfelhöhe      | 3500 m                                                                | ?                                              |
| Reichweite/Flugdauer  | 330 km                                                                | 250 km                                         |
| Triebwerke            | 1 × Rotax 582 Zweizylinder-Zweitaktmotor in Reihenanordnung mit 48 kW | 1 × Labala-GFL-2000-Propellerturbine mit 55 kW |